# Гечан-Гечевич, Викентий Иванович
Викентий Иванович Гечан-Гечевич (1770—1840) — российский государственный деятель, минский губернатор, сенатор; тайный советник.

## Биография
Викентий Гечан-Гечевич родился 5 апреля 1770 года; происходил из литовских дворян. 
Первоначально был на польской службе, в 1788 году получил звание крайчаго воеводства Виленского, в 1791 году по выбору дворянства Виленского воеводства назначен членом гражданско-войсковой порядковой комиссии, а в 1792 году — председателем отделения этой комиссии. После третьего раздела Польши сделался русским подданным и в 1795 году был избран дворянством Минской губернии заседателем Верхнего земского суда. По упразднении Верхнего земского суда назначен в 1798 году в 1-й департамент Минского главного суда заседателем; в 1802 году избран подкоморьем Виленского уезда и занимал эту должность в течение двух трехлетий, причём на его долю выпало разграничение Минской и Виленской губерний. 
В 1812 году Гечевич был назначен членом Виленского уездного присутствия для военных повинностей, а в 1813 и 1814 гг. был членом Минского губернского для военных повинностей присутствия; в 1814 году избран Минским дворянством в члены Виленского межевого нормального суда. Служа по выборам, В. И. Гечан-Гечевич в то же время исполнял поручения генерал-губернатора Тутолмина и его преемников; так, он описал (на собственный счет) имения греко-униатского митрополита и базилианских монастырей и староство Радошкевичи. 
25 октября 1816 года Викентий Иванович Гечан-Гечевич был назначен Минским вице-губернатором, а 31 декабря 1818 года — Минским губернатором. 
В 1828 году он был командирован по предложению цесаревича Константина Павловича в Виленскую губернию для производства следствия по делу о покушении на отравление жены Виленского губернского прокурора Ботвинка. 
За время службы губернатором Гечан-Гечевич был награждён орденом Святой Анны 1-й степени (1823 год, с Императорской короной — 1829 год) и орденом Святого Владимира 4 степени (1829 год), чинами действительного статского советника (6 декабря 1826 года) и тайного советника (26 февраля 1831 года) и арендой войтовств Друцкого и Перебродского (1823 год) без платежа кварты на 12 лет (потом продолжена еще на 12 лет). 
Одновременно с производством в тайные советники он был назначен сенатором. Присутствовал во 2-м отделении 5-го департамента, а в последний год жизни — в 1-м отделении 5-го департамента. 
Викентий Иванович Гечан-Гечевич умер 19 марта 1840 года и был погребён на  Смоленском евангелическом кладбище города Санкт-Петербурга.

## Семья
Женат был на дочери генерал-адъютанта польского короля Елизавете Осиповне из рода Прушинских и имел двух сыновей: Ипполита (Виленский предводитель дворянства) и Льва и пять дочерей: Елену, за председателем Минской гражданской палаты Прушинским, Сусанну, за камер-юнкером Слотвинским, Розу, за Богдановичем, Ядвигу, за Оскерко, и Сабину, за Унеховским.